# 阿瓜達 (波多黎各)

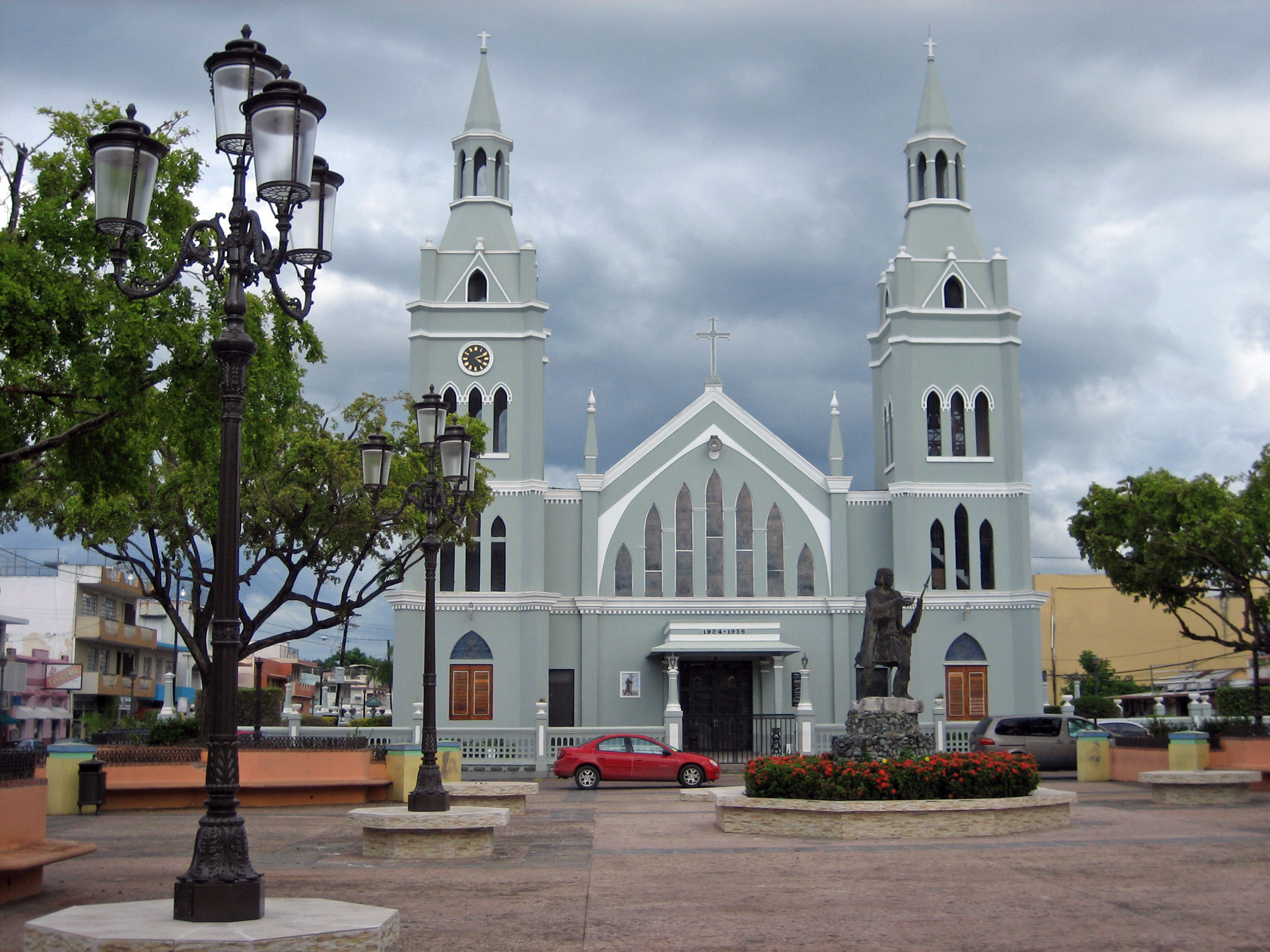

阿瓜達（西班牙語：Aguada）是波多黎各的城鎮，位於該島西北部，始建於1510年，面積116.1平方公里，主要農產品有甘蔗，2010年人口41,959。1912年，該鎮發生大火，燒毁鎮上大部分建築物。

## 外部連結
- Page Official of Municipality of Aguada （页面存档备份，存于）
- Page of Government of PR （页面存档备份，存于）